# Just Cause 2
Just Cause 2 (англ. «Гідна справа 2») — комп'ютерна гра жанру action-adventure з відкритим світом, розроблена шведською студією Avalanche Studios та опублікована Square Enix для Windows, PlayStation 3 і Xbox 360 у 2010 році. Гра є прямим продовженням Just Cause 2006 року. Головний герой гри, оперативник Ріко Родрігес, відвідує видуману острівну країну Панау в Південно-Східній Азії, якою править диктатор Малюк Панай; герою протидіють як війська диктатора, так і колишній наставник Родрігеса Том Шелдон. Гравець досліджує великий світ гри, борючись із різними ворогами за допомогою вогнепальної зброї. Особливим спорядженням героя є трос з крюком-кішкою — цей пристрій дозволяє швидко переміщуватися, чіпляючись за будь-яку тверду поверхню, і також зв'язувати різні об'єкти один з одним. Гра заохочує знищення будівель та споруд, нагороджуючи гравця «балами хаосу» — їх необхідно набирати, щоб відкривати нові сюжетні завдання.
Гра розроблювалася як поліпшена версія Just Cause; розробники вважали, що при створенні першої гри втратили чимало цікавих можливостей, і ретельно вивчали її, щоб з'ясувати, що можна удосконалити в сіквелі. Таким чином були перероблені система завдань, штучний інтелект ворогів і інші геймплейні механіки. При створенні гри Avalanche Studios співпрацювала з британською студією Square Enix London Studios, хоча прообразом Панау слугували острова Малайського архіпелагу, розробники постаралися вмістити у світ гри якомога більше різних кліматичних зон — від засніжених гір до пустель. Гра була анонсована в 2007 році; її демоверсія користувалася немалим успіхом — у неї зіграло два мільйони осіб.
Just Cause 2 отримала позитивні оцінки критики — оглядачі високо оцінювали ігровий процес, графіку, хвалили надану гравцю свободу й трюки, які він може виконувати в грі; у той же час слабкими сторонами гри був сюжет, перестрілки й структура місій. У всьому світі було продано 6 мільйонів копій гри, що перевершило початкові очікування видавця. Для гри був випущений ряд DLC. Just Cause 2 спочатку не мав онлайн-режиму, але такий режим був створений шанувальниками гри як користувацька модифікація і в кінцевому рахунку був підтриманий розробниками. У 2015 році була випущена гра-продовження — Just Cause 3.

## Ігровий процес
У Just Cause 2 гравець управляє оперативником видуманого Агентства Ріко Родрігесом з видом від третьої особи. Дії гри відбуваються у відкритому світі — на архіпелазі Панау, який являє собою велику групу островів різного розміру; спільна площа доступного в грі світу перевищує 400 квадратних миль, або 1000 км², і на цій площі знаходиться 368 великих і маленьких поселень. Світ гри містить різноманітні області, від приморських пляжів до тропічних рівнин і засніжених гір. У Just Cause 2 можна вільно переміщуватися між різноманітними місцевостями — ніяких «завантажень рівнів». З будь-якої високої точки (з гори або літака) вдень видно майже весь архіпелаг із його гірськими вершинами, сяйвом міст, червоними вогнями радіомачт і навіть подвійний дирижабль «Mile-high club» — «Клуб на висоті в милю», на який можна потрапити тільки повітряним шляхом. У грі на зміну дню приходить ніч, погода також змінюється від ясного неба до нічної грози. Архітектура будівель у грі різноманітна — від футуристичного дизайну аеропортів до солом'яних халуп, від панельного мінімалізму сучасних міст до вигадливих храмів у стилі тихоокеанського регіону.
Проходження гри пов'язане з виконанням завдань: найбільш важливі в грі завдання Агентства дозволяють просунутися в сюжеті, проте ці завдання трапляються нечасто і стають доступними тільки тоді, коли гравець набере достатньо «балів хаосу» або виконає достатньо завдань, які пропонують три угрупування. Такі завдання можуть передбачати захват фортець диктатора або усунення визначених цілей. Хоча за виконання завдань гравець також нагороджується «балами хаосу», найбільш простий спосіб набрати їх — знищувати належне владі майно. У кожному поселенні є урядові об'єкти: водонапірні башти, статуї президента Панау, газові резервуари і тому подібне, — які гравцю пропонують знищувати, тим самим підриваючи владу диктатора й наближаючи його повалення.
Вилетіти/випливти за кордони архіпелагу не вийде, корабель/літак буде просто залишатися на місці, незважаючи на двигуни, що працюють. Деякі оригінальні об'єкти (станції контролю на газопроводі, шахти біотоплива) можна зруйнувати (або завоювати, як гвинтокрил/автомобіль), лише швидко набравши випадкову комбінацію цифр від 1 до 4, причому якщо гравець натисне неправильну кнопку, всю комбінацію доведеться набирати ще раз. Багато місій ґрунтуються саме на необхідності відчинити ворота групі штурмовиків, знешкодити бомбу і т.ін. Іноді вмикається радіо і передають новини в стилі «Білий Тигр — це вигадки, а коли наші доблесні солдати його знайдуть, то зразу вб'ють». Якщо ви допомогли одному з групувань розширити сферу впливу, то на контрольованій ними території вам буде легше воювати з солдатами, тому що ваші вдячні друзі будуть частіше приходити на допомогу гравцю. Під час завантаження збереженої гри головний герой опиняється не в тому самому місці і не в той же час, коли було зроблено збереження, а на найближчій до точки збереження базі — опорному пункті дружнього угрупування.
Одним із ключових елементів спорядження ігрового персонажа є еластичний трос із крюком-кішкою — цей засіб дозволяє швидко переміщуватися, чіпляючись за будь-яку тверду поверхню, підніматися на висотні споруди, а також зв'язувати різні об'єкти один з одним. Цей трос допускає різноманіття застосувань на вибір гравця: наприклад, із його допомогою можна скинути ворога з провалля, «скріпивши» його з краєм провалля, або зв'язати двох ворогів разом — якщо один із них буде відкинутий вибухом, другий полетить за ним. Багаторазовий парашут можна відкрити в будь-який момент і направити в будь-який бік за бажанням гравця, регулюючи політ, — разом із крюком-кішкою він дозволяє ігровому персонажу виконувати складні акробатичні трюки.

## Сюжет
Після виконаної роботи з наведення «демократичного» порядку оперативник Ріко Родрігес вирішив відпочити від справ. Однак довгої відпустки у нього не вийшло.
Американського агента Ріко Родрігеса з його напарницею Марією Кейн відправляють в острівну республіку Панау, розташовану десь у Південно-Східній Азії. Керує країною диктатор Малюк Панай — тиран і вбивця з манією величі, який встановив по всій країні власні пам'ятники й тероризує все населення. Агенти вирушили туди на гвинтокрилі. У небі над республікою група потрапляє під обстріл, у результаті якого кулеметника Маршала вбивають і той падає з гвинтокрила, а карти пам'яті розлітаються по базі. Ріко одразу стрибає з гвинтокрила за кулеметником, щоб забрати свій КПК, у якому загиблий повинен був скинути дані карт пам'яті. Ріко впорався і вдало приземлився біля військової бази. Кейн інструктує Ріко про місцезнахоження карт пам'яті. Коли Ріко знайшов усі карти, Марія розповідає про якогось Карла Блейна, але коли вони прибувають до його сховку, виявляється, що там дівчина Карла — Джейд Тан. Вона підвозить Ріко до казино, де знаходиться Блейн, але вони спізнилися — казино заміноване. Влада штурмує будівлю для того, щоб «викурити» Карла. Джейд їде, а Ріко доводиться самому розбиратися з військами й рятувати п'яного Карла. Блейн навіть під час перестрілки не випускає з рук свою пляшку. Після врятування Блейна з самої верхівкі будівлі казино вони з Ріко рятуються з допомогою парашута і приземляються біля його авто, але воно опинилося в кюветі і Ріко довелося його витягувати. Карл і Ріко вирушають в дорогу, але стикаються з військами Паная. Вони змогли сховатися від влади за допомогою «агентських» умінь Ріко. Пізніше Блейн розповідає про місцеві угрупування, які допомагають знайти Шелдона, який зрадив Америку і ховається десь у Панау. Так Ріко отримав прізвисько «Скорпіон». Також він розповідає про якогось Ледачого Демона і дає маячки, завдяки яким можна зв'язуватися з цим продавцем Чорного ринку, який надасть зброю або техніку, а також можливість евакуації з області в область. Пізніше, після знайомства з угрупуваннями, Кейн говорить, що в Панау є якийсь Білий Тигр, і він знає про Шелдона і місце, де він ховається, але спочатку треба звільнити його помічника — завзятого гравця, якого звати Кен Панг. Весь цей час Ріко інструктує Ледачий Демон. Коли Ріко рятує Панга, вони виїжджають на мотоциклах до сховку Білого Тигра. Коли вони майже прибули, то опинилися на базі військового уряду й дізналися, що у місцевого полковника є якась карта пам'яті, на якій позначено місцезнаходження Білого Тигра. Ріко не здається і перемагає військових, які стали на його шляху. Коли Ріко «завойовує» карту, він підключає її і бачить Шелдона. Ледачий Демон проінструктував Ріко про цю карту на маяку і його маршрут. Коли агент прибуває туди, його присипляють дротиком. Через деякий час він отямлюється і бачить недалеко від себе Тома Шелдона, який підійшов, щоб розв'язати старого друга. Виявляється, Білий Тигр і Ледачий Демон — це все одна й та сама людина — Том Шелдон. Він не зраджував своє Агентство, а допомагав повстанцям воювати проти влади

## Випуск
Гра розроблена на цілковито новому движку Avalanche Engine 2.0 з використанням технології NVIDIA CUDA і працює тільки на ПК з DX10-відеокартою і з встановленою DirectX 10 або пізнішою версією, відповідно на Windows Xp Just Cause 2 не запускається. За фізику в грі відповідає Havok Physics.

## Онлайн-режим
Just Cause 2 спочатку був розрахований на одного гравця, і онлайн-режим у грі не був запланований. Він був доданий в гру користувацькою модифікацією під назвою Just Cause 2 Multiplayer Mod (JC2-MP), розробленою групою з шести ентузіастів. Ключові члени цієї компанії до цього займалися створенням і підтримкою онлайн-модифікацій для Grand Theft Auto: Vice City и Grand Theft Auto: San Andreas, також ігор із відкритим світом; вони зацікавилися демоверсією Just Cause 2 в березні 2010 року, самостійно розробили ідею онлайн-режиму для цієї гри і з часом заохотили до розробки інших членів співтовариства. Спочатку онлайн-режим підтримував від 4 до 8 гравців, але з часом був удосконалений так, щоб у спільному світі могли бути присутніми тисячі гравців. Модифікація була випущена через Steam 16 грудня 2013 року. Для її запуску необхідно придбати саму гру Just Cause 2.
В онлайн-режимі в світі гри відсутні неігрові персонажі й завдання — гравці самостійні і можуть, наприклад, намагатися вбити персонажів інших гравців або змагатися в гонках на різних транспортних засобах. Популярність модифікації сприяла появі сотень онлайн-серверів, які пропонували гравцям різноманітні можливості й розваги. Сервер Freeroam Construction Sandbox пропонував гравцям додатково модифіковану версію гри, дозволяючи їм змінювати ігровий світ і не тільки знищувати, але й створювати власні споруди. У 2015 році в онлайн-режим були введені досягнення та можливість додавати неігрових персонажів.
Avalanche Studios не стала перешкоджати випуску модифікацій, але, навпаки, схвалила її. Керівник компанії студії Кристофер Сундберг в інтерв'ю Eurogamer повідомив, що розробники самі на ранніх етапах створення гри намагалися створити для неї онлайн-режим, але відмовилися від цієї ідеї як дуже витратної. Коли такий режим все-таки був створений сторонніми ентузіастами, співробітники Avalanche Studios вважали появу модифікації вищим знаком якості для власної роботи над грою і зв'язалися з розробниками модифікації, «благословивши» їх подальшу роботу; пізніше студія прийняла на роботу одного з розробників модифікації — програміста Кемерона Фута, що працював під псевдонімом Trix.